# Bisdom Grand Rapids

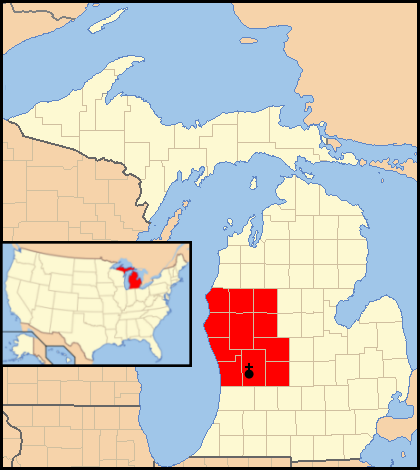
Het bisdom (rood) binnen de kerkprovincie Detroit

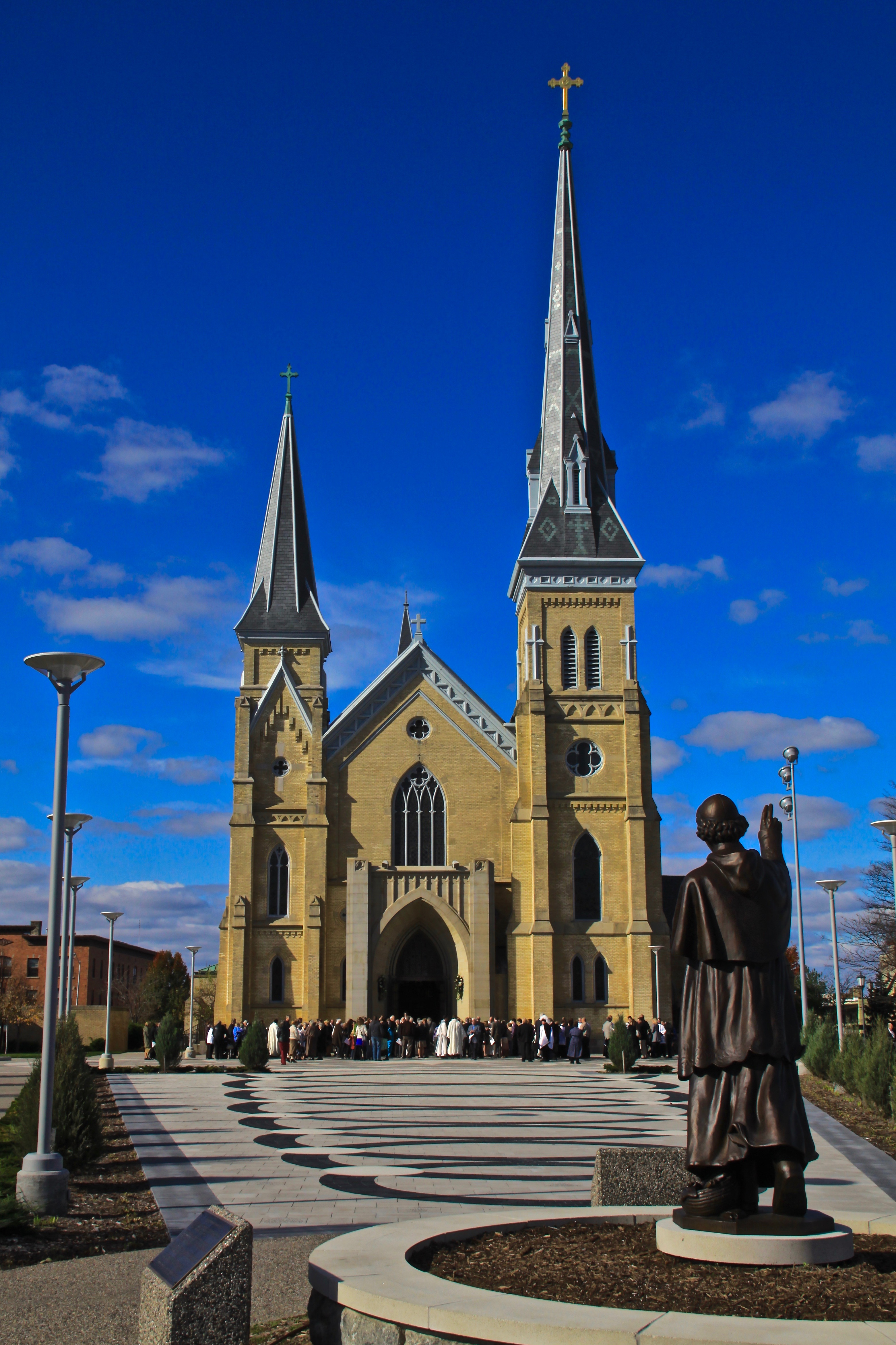
De kathedraal St. Andrew in Grand Rapids

Het bisdom Grand Rapids (Latijn: Dioecesis Grandcataractensis) is een rooms-katholiek bisdom met als zetel Grand Rapids in Michigan. Het is een suffragaan bisdom van het aartsbisdom Detroit. Het bisdom werd opgericht in 1882 en omvatte toen het noordelijk en westelijk deel van het Benedenschiereiland van Michigan. Sindsdien zijn de bisdommen Gaylord, Kalamazoo en Saginaw opgericht uit delen van het bisdom Grand Rapids.
In 2019 telde het bisdom 80 parochies en 31 katholieke scholen. Het bisdom heeft een oppervlakte van 17.592 km2 en omvat de county's Mason, Lake, Osceola, Oceana, Mecosta, Muskegon, Newaygo, Montcalm, Ottawa, Kent en Ionia. Het bisdom telde in 2019 1.418.932 inwoners waarvan 13,6% rooms-katholiek was. 

## Bisschoppen
- Henry Richter (1883-1916)
- Michael James Gallagher (1916-1918)
- Edward Denis Kelly (1919-1926)
- Joseph Gabriel Pinten (1926-1940)
- Joseph Casimir Plagens (1940-1943)
- Francis Joseph Haas (1943-1953)
- Allen James Babcock (1954-1969)
- Joseph Matthew Breitenbeck (1969-1989)
- Robert John Rose (1989-2003)
- Kevin Michael Britt (2003-2004)
- Walter Allison Hurley (2005-2013)
- David Walkowiak (2013-)

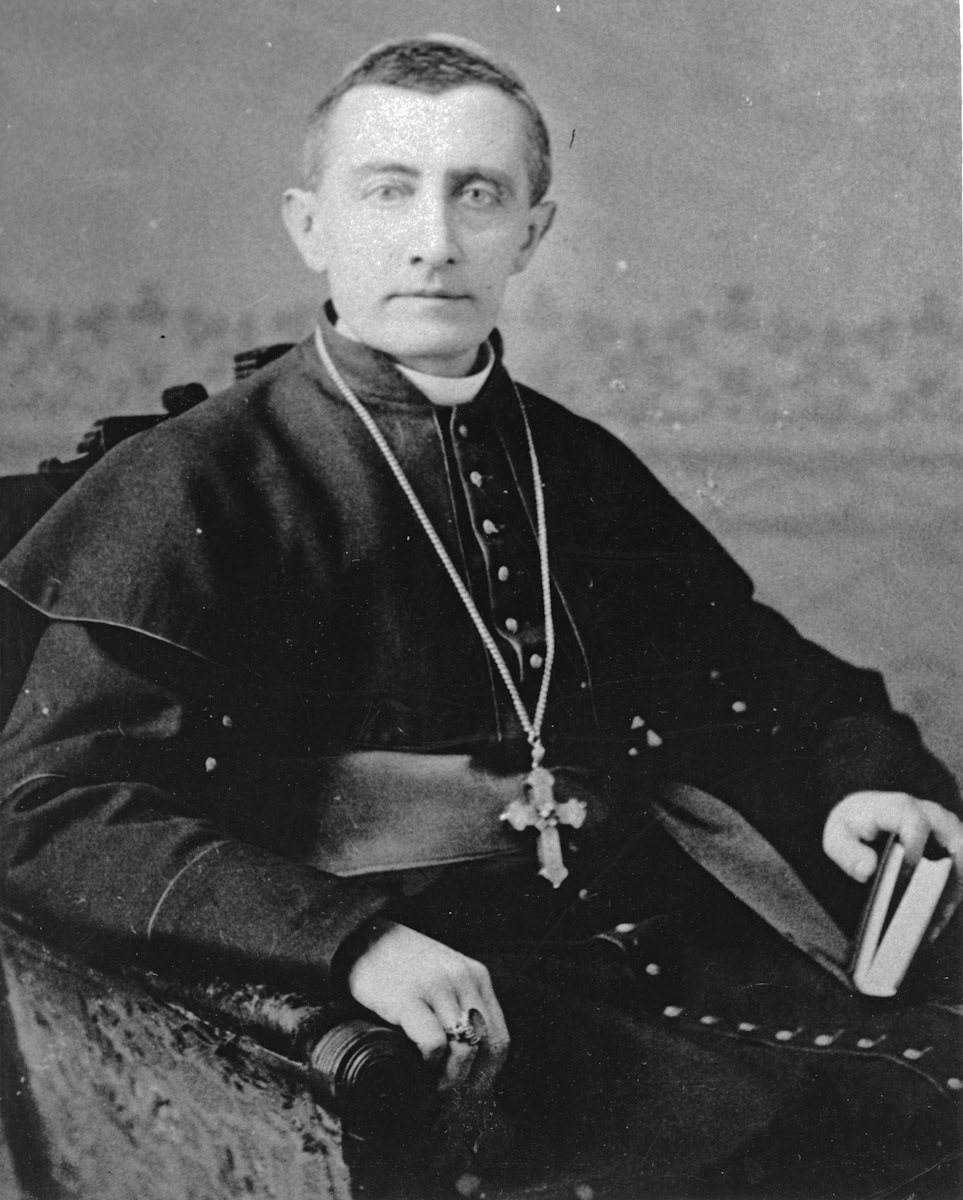
Henry Richter
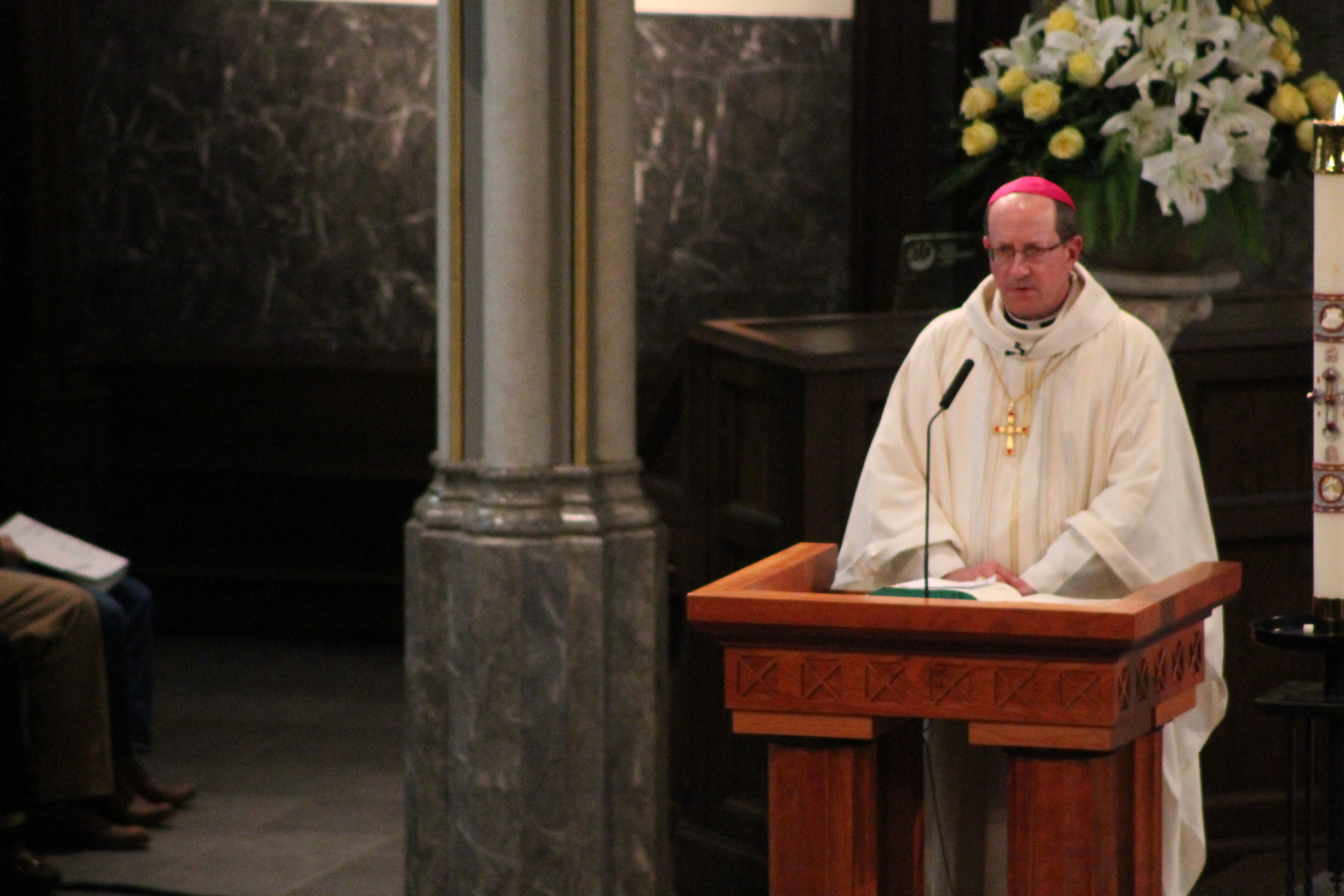
David Walkowiak